# Pierre Brésolles
Pierre Brésolles (ur. 10 listopada 1929 w Narbonie, zm. 13 stycznia 2018 w Prades) – urodzony jako Claire Brésolles, francuski lekkoatleta, sprinter, dwukrotny medalista mistrzostw Europy z 1946. W latach 50. XX wieku przeszedł operację korekty płci.
Jako Claire Brésolles zdobył dwa medale na mistrzostwach Europy w 1946 w Oslo: srebrny w sztafecie 4 × 100 metrów (w składzie: Brésolles, Monique Drilhon, Liliane Miannay i Léa Caurla) oraz brązowy w biegu na 100 metrów (szybsze były jedynie Jewgienija Sieczenową ze Związku Radzieckiego i Winifred Jordan z Wielkiej Brytanii.
Jako Claire zdobył także mistrzostwo Francji w biegu na 100 metrów i wicemistrzostwo w biegu na 200 metrów w 1946. Dwukrotnie poprawiał też rekord Francji w sztafecie 4 × 100 metrów doprowadzając go do czasu 48,5 s (3 września 1946 w Oslo).
W latach 50. przeszedł operację korekty płci i przybrał imię Pierre. Podobną operację przeszedł występujący razem z nim w sztafecie reprezentacji Francji Léon Caurla (znany wtedy jako Léa Caurla).